# Прогулка на мосту
«Прогулка на мосту» — (нем. Spaziergang auf der Brücke) — картина немецкого художника Августа Макке, написанная в 1912 году. В настоящее время хранится в Музее земли Гессен (Дармштадт).

## История создания
Картина написана Макке летом 1912 года и является яркой иллюстрацией его взглядов (с учетом опыта участия в «Синем всаднике» и знакомства с передовыми направлениями в живописи) на современное новейшее искусство. В «Прогулке на мосту» художник использует приёмы кубизма для построения реалистического изображения. Как считал Макке, «Оживлённость (Lebendigkeit) живописной поверхности возникает через движение, которое волнует зрителя». Художника не интересовали опыты кубистов в монохромном исполнении, по-настоящему его занимал цвет, играющий важнейшую роль в его живописи.

## Описание
Необычная композиция картины восходит к «Эйфелевой башне» Делоне, экспонировавшейся на выставке «Синего всадника» и приобретённой коллекционером Бернхардтом Кёлером, дядей жены Макке. Последний имел возможность хорошо изучить картину французского художника. В «Прогулке на мосту» сам мост и фигуры на нём образуют конус, устремляющийся ввысь, подобно конусу Эйфелевой башни Делоне. Центральный мотив фланкируют стволы деревьев, всё остальное пространство заполнено листвой, своими формами напоминающей облака.
Здесь, как и в «Зоологическом саду I», ядро композиции составляет группа гуляющих. На первом плане изображены двое мужчин — один из них молод, другой немного старше — с двумя девочками, которые, опираясь на перила, смотрят на воды реки. Из глубины картины к ним приближается женщина с зонтиком. На дальнем плане, на другом берегу реки, три человека, одетые в тёмное, усаживаются в лодку.
«Прогулка на мосту» — одна из двух картин (наряду с «Прощанием»), в которой исследователи находят влияние творчества Мунка. Произведения Мунка произвели сильнейшее впечатление на Макке.
Лица мужчин на мосту пусты, тёмные провалы глазниц делают их похожими на черепа. Три фигуры у лодки — Харон и умершие, отправляющиеся в царство теней через Стикс. В своих последующих картинах на тему «прогулок» у реки Макке более никогда не обращается к мотиву лодки. На мосту, символизирующем преходящесть жизни, встречаются и противопоставляются друг другу юность и зрелость, приближение и уход, движение и пребывание.